# Dieléctricos de alta k
En la industria de los semiconductores, el término dieléctrico de alta κ hace referencia a un material con una constante dieléctrica (κ, kappa) elevada, en comparación con el dióxido de silicio. Los dieléctricos de alta kappa se utilizan en los procesos de fabricación de semiconductores, donde se suelen emplear para sustituir al dieléctrico de puerta de dióxido de silicio o a otra capa dieléctrica de un dispositivo. La aplicación de dieléctricos de puerta de alta kp es una de las diversas estrategias desarrolladas para permitir una mayor miniaturización de los componentes microelectrónicos, lo que coloquialmente se conoce como ampliación de la Ley de Moore. A veces estos materiales se denominan "high-k" (pronunciado "high kay"), en lugar de "high-κ" (high kappa).

## Necesidad de materiales de alto k
El dióxido de silicio (SiO2) se ha utilizado como material de óxido de puerta durante décadas. A medida que el tamaño de los transistores semiconductores de óxido metálico (MOSFET) ha ido disminuyendo, el grosor del dieléctrico de la puerta de dióxido de silicio se ha ido reduciendo para aumentar la capacitancia de la puerta (por unidad de superficie) y, por tanto, la corriente de accionamiento (por anchura del dispositivo), lo que ha aumentado el rendimiento del dispositivo. A medida que el grosor desciende por debajo de los 2 nm, las corrientes de fuga debidas al efecto túnel aumentan drásticamente, lo que se traduce en un elevado consumo de energía y una menor fiabilidad del dispositivo. La sustitución del dieléctrico de puerta de dióxido de silicio por un material de alto k permite aumentar la capacitancia de puerta sin los efectos de fuga asociados.

## Materiales y consideraciones
La sustitución del dieléctrico de puerta de dióxido de silicio por otro material añade complejidad al proceso de fabricación. El dióxido de silicio puede formarse oxidando el silicio subyacente, lo que garantiza un óxido uniforme y conforme y una alta calidad de la interfaz. En consecuencia, los esfuerzos de desarrollo se han centrado en encontrar un material con una constante dieléctrica suficientemente alta que pueda integrarse fácilmente en un proceso de fabricación. Otras consideraciones clave son la alineación de bandas con el silicio (que puede alterar la corriente de fuga), la morfología de la película, la estabilidad térmica, el mantenimiento de una alta movilidad de los portadores de carga en el canal y la minimización de los defectos eléctricos en la película/interfaz. Los materiales que han recibido una atención considerable son el silicato de hafnio, el silicato de circonio, el dióxido de hafnio y el dióxido de circonio, que suelen depositarse mediante deposición de capas atómicas.

## Uso en la industria
La industria lleva empleando dieléctricos de puerta de oxinitruro desde la década de 1990, en los que un dieléctrico de óxido de silicio formado convencionalmente se infunde con una pequeña cantidad de nitrógeno. El contenido de nitruro aumenta sutilmente la constante dieléctrica y se cree que ofrece otras ventajas, como la resistencia a la difusión de dopantes a través del dieléctrico de puerta.
En 2000, Gurtej Singh Sandhu y Trung T. Doan, de Micron Technology, iniciaron el desarrollo de películas de alto k de deposición de capas atómicas para dispositivos de memoria DRAM. Esto ayudó a impulsar la implementación rentable de la memoria semiconductora, empezando por el nodo DRAM de 90 nm.
A principios de 2007, Intel anunció el despliegue de dieléctricos de alta κ basados en hafnio junto con una puerta metálica para componentes construidos con tecnologías de 45 nanómetros, y lo ha distribuido en la serie de procesadores de 2007 con el nombre en clave Penryn. Al mismo tiempo, IBM anunció planes de transición a materiales de alta κ, también basados en hafnio, para algunos productos en 2008. Aunque no se ha identificado, lo más probable es que el dieléctrico utilizado en estas aplicaciones sea algún tipo de silicato de hafnio nitrurado (HfSiON). El HfO2 y el HfSiO son susceptibles de cristalización durante el recocido de activación del dopante. NEC Electronics también ha anunciado el uso de un dieléctrico de HfSiON en su tecnología UltimateLowPower de 55 nm.Sin embargo, incluso el HfSiON es susceptible a las corrientes de fuga relacionadas con las trampas, que tienden a aumentar con la tensión a lo largo de la vida útil del dispositivo. Este efecto de fuga se agrava a medida que aumenta la concentración de hafnio. Sin embargo, no hay garantías de que el hafnio vaya a ser la base de facto de los futuros dieléctricos de alta κ. La hoja de ruta del ITRS de 2006 preveía que la aplicación de materiales de alta κ sería habitual en la industria para 2010.